# Selección masculina de hockey sobre hierba de Japón
La selección masculina de hockey sobre hierba de Japón es el equipo de hockey sobre hierba que representa a Japón en los campeonatos de selecciones masculinas.
En el 2020 participará en los Juegos Olímpicos de Tokio.

## Resultados

### Juegos Olímpicos
- 1932 – 2°
- 1936 – 7°
- 1960 – 14°
- 1964 – 7°
- 1968 – 13°
- 2020 – Calificado